# Ordre de Karl-Marx
L’ordre de Karl-Marx (Karl-Marx-Orden) était la plus haute distinction civile remise en RDA, doté avec 20 000 marks est-allemands. Après la mort des lauréats, il devait être renvoyé au Conseil d'État. Il se compose d'or, d'émail et de laiton.

## Histoire
L’ordre a été créé le 5 mai 1953 en l'honneur du 135e anniversaire de Karl Marx et attribué sur recommandation du Conseil des ministres, aux particuliers, aux entreprises, institutions, écoles, coopératives socialistes, aux organisations sociales, aux associations, et aux unités militaires pour leurs réalisations exceptionnelles :
- dans le travail ;
- dans l'application créatrice du marxisme-léninisme ;
- dans la conception du système social développé du socialisme et dans le système économique du socialisme ;
- en science et technologie ;
- dans l'art, l'éducation et la culture ;
- dans la lutte pour assurer la paix ;
- dans la conservation et promotion des relations de véritable amitié avec l'Union soviétique et les autres pays socialistes, de toute paix des peuples épris du monde et de telles relations par les membres de la famille et les organisations de ces peuples avec la République démocratique allemande.

## Récipiendaires
- 1953 : Otto Grotewohl, Walter Ulbricht, Hermann Matern, Wilhelm Pieck, Wilhelm Zaisser, Olga Körner, Otto Buchwitz, Hermann Duncker (de), Helmut Lehmann, Rosa Thälmann, Luise Kähler, Hermann Schlimme, Otto Franke
- 1956 : Antonín Zápotocký, Wilhelm Koenen
- 1957 : Erich Mielke, Josef Miller
- 1958 : Josef Orlopp
- 1959 : Wilhelmine Schirmer-Pröscher
- 1961 : Alfred Kurella
- 1962 : Franz Dahlem, Herbert Warnke, Otto Winzer, Friedrich Heilmann
- 1963 : Willy Rumpf, Karl Maron, Valentina Terechkova
- 1965 : Paul Fröhlich
- 1967 : John Heartfield, Karl Mewis, Wilhelm Kling (en)
- 1968 : Roman Chwalek, Kurt Seibt, Max Burghardt
- 1969 : Lotte Ulbricht, Erich Honecker, Jürgen Kuczynski, Hermann Matern, Albert Norden, Willi Stoph, Paul Verner, Fritz Selbmann
- 1970 : Ernst Busch, Heinz Hoffmann, Erich Mückenberger, Erwin Kramer, Bruno Apitz, Harry Tisch, Otto Braun, Max Burghardt, Otto Niebergall
- 1972 : Klaus Gysi, Kurt Hager, Max Fechner, Erich Honecker, Max Spangenberg
- 1973 : Ernst Albert Altenkirch, Friedrich Dickel, Ernst Goldenbaum, Erich Mielke, Fred Oelßner
- 1974 : Walter Bartel, Alexander Schalck-Golodkowski, Willi Stoph, Markus Wolf, Walter Arnold, Jurij Brězan, Fritz Cremer, Josip Broz Tito, Léonid Brejnev, Erwin Strittmatter
- 1975 : Horst Sindermann, Paul Wandel, Aleksandr Vasilevsky, Katharina Kern
- 1976 : Luise Ermisch, Wolfgang Junker, Günter Mittag, Werner Walde, Ernst Scholz, Paul Verner
- 1977 : Hilde Benjamin, Kurt Hager, Erich Honecker, Margot Honecker, Erich Mielke, Friedel Apelt, Josip Broz Tito
- 1978 : Werner Felfe, Hans Modrow, Joachim Herrmann, Elli Schmidt, Werner Krolikowski, Konrad Naumann
- 1979 : Horst Dohlus, Johannes Chemnitzer, Gerhard Grüneberg, Heinz Keßler, Peter Edel, Klaus Fuchs, Léonid Brejnev
- 1980 : Heinz Hoffmann, Greta Kuckhoff, Alfred Lemmnitz, Siegfried Lorenz
- 1981 : Erwin Geschonneck, Peter Florin, Albert Norden, Gerhard Schürer, Eleonore Staimer, Léonid Brejnev, Günter Guillaume, Christel Boom-Guillaume, Wieland Herzfelde
- 1982 : Alexander Schalck-Golodkowski, Kurt Hager, Erich Honecker, Erich Mielke, Paul Scholz
- 1983 : Lotte Ulbricht, Gerhard Beil, Friedrich Dickel, Egon Krenz, Oskar Fischer, Theo Balden, Wilhelm Ehm
- 1984 : Alfred Neumann, Willi Stoph, 6e flottille de la Marine du peuple
- 1985 : Horst Dohlus, Friedrich Dickel, Heinz Hoffmann, Erich Honecker, Bruno Lietz, Erich Mückenberger, Ilse Thiele
- 1986 : Heinrich Adameck, Günter Mittag, Gisela Glende
- 1987 : Hilde Benjamin, Margot Honecker, Werner Jarowinsky, Erich Mielke, Markus Wolf
- 1988 : Manfred Gerlach, Joachim Herrmann, Kurt Seibt, Nicolae Ceaușescu
- 1989 : Hans Pischner, Günter Schabowski, Willi Stoph, Werner Tübke, Günther Wyschofsky, Herbert Weiz